# 1987 في الأرجنتين
فيما يلي قوائم الأحداث التي وقعت خلال عام 1987 في الأرجنتين.

## سياسة

### تعيين في المنصب
- 16 ديسمبر – كارلوس خواريز عضو مجلس الشيوخ الأرجنتيني.

## رياضة
- 1 يناير – كوبا أمريكا 1987

## مواليد

### يناير
- 1 يناير – ميجيل والش رياضياتي أرجنتيني.
- 29 يناير – خافيير غارسيا لاعب كرة قدم أرجنتيني.

### فبراير
- 5 فبراير – خورخي سيباستيان هيلاند ملاكم أرجنتيني.
- 10 فبراير – فاكوندو رونكاليا لاعب كرة قدم أرجنتيني.
- 22 فبراير – سرخيو روميرو لاعب كرة قدم أرجنتيني.
- 27 فبراير – ماكسي موراليس لاعب كرة قدم أرجنتيني.

### مارس
- 17 مارس – فدريكو فازيو لاعب كرة قدم أرجنتيني.
- 18 مارس – غابرييل ميركادو لاعب كرة قدم أرجنتيني.
- 18 مارس – ماورو زاراتي لاعب كرة قدم أرجنتيني.

### أبريل
- 13 أبريل – فابيان مونزون لاعب كرة قدم أرجنتيني.
- 15 أبريل – كارلوس سالوم لاعب كرة قدم أرجنتيني.
- 20 أبريل – داميان إسكوديرو لاعب كرة قدم أرجنتيني.

### مايو
- 5 مايو – ليونيل فانجيوني لاعب كرة قدم أرجنتيني.
- 15 مايو – ليوناردو ماير لاعب كرة مضرب أرجنتيني.

### يونيو
- 18 يونيو – راؤول بوباديلا لاعب كرة قدم أرجنتيني.
- 24 يونيو – ليونيل ميسي لاعب كرة قدم أرجنتيني.
- 24 يونيو – ماريا إيروغيين لاعبة كرة مضرب أرجنتينية.

### يوليو
- 3 يوليو – ماريانو طرابشي لاعب كرة قدم أرجنتيني.

### سبتمبر
- 25 سبتمبر – نيكولاس مارتينيز لاعب كرة قدم أرجنتيني.

### نوفمبر
- 7 نوفمبر – بابلو مارتينيز

## وفيات

### سبتمبر
- 2 سبتمبر – ألفريدو أوسكار سان جان (مواليد 1926) عسكري أرجنتيني.

### أكتوبر
- 20 أكتوبر – ميشا أورتيز (مواليد 1900) ممثلة.
- 23 أكتوبر – أليخاندرو سكوبيلي (مواليد 1908) لاعب كرة قدم أرجنتيني.